# Schlacht bei Uerdingen

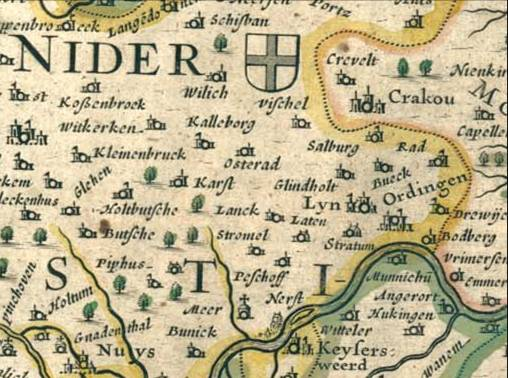
Uerdingen (Ordingen) und Umgebung auf der Karte des Erzbistums Köln aus dem Jahr 1645. Das Schlachtfeld liegt südlich der Stadt, das ist hier in der Karte links von Uerdingen zu sehen. Gelb eingezeichnet ist die Grenze zur Grafschaft Mörs im Norden des Erzbistums.

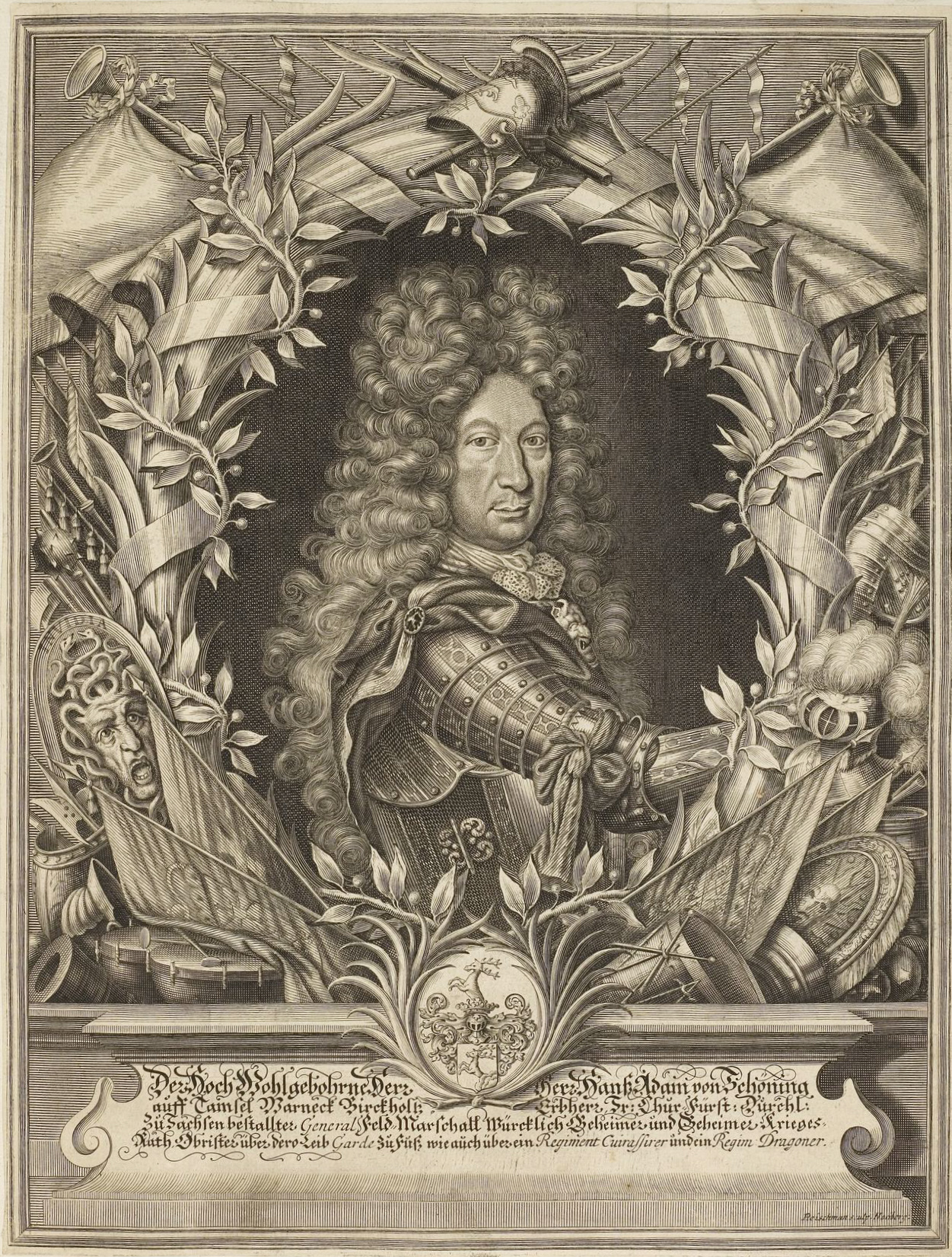
Der brandenburgische Feldmarschallleutnant Hans Adam von Schöning. Kupferstich von August Christian Fleischmann (um 1690).

Die Schlacht bei Uerdingen, damals auch Schlacht bei Ordingen genannt, fand während des Pfälzischen Erbfolgekriegs, der auch als Neunjähriger Krieg (1688 bis 1697) in die Geschichte einging, am 12. März 1689 statt. In der Schlacht siegte die Allianz der vereinten holländischen und brandenburgischen Truppen unter dem Kurfürsten Friedrich III. von Brandenburg gegen die Franzosen König Ludwigs XIV., womit der weitere Vorstoß der Allianz in Kurköln bis zur Belagerung von Bonn möglich wurde.
Der Kölner Bistumsstreit zwischen Wilhelm Egon von Fürstenberg und Joseph Clemens von Bayern um die Herrschaft über Kurköln war einer der Auslöser des Neunjährigen Krieges. Kurköln wurde daher direkter Kriegsschauplatz.

## Vorgeschichte
Seit den 60er-Jahren des 17. Jahrhunderts überzog König Ludwig XIV. seine Nachbarn mit Krieg. Das Ziel war, so viel spanisches, niederländisches und deutsches Gebiet wie möglich in seine Einflusssphäre zu bringen, im Osten Frankreichs am besten bis zum Rhein. In die Geschichte gingen diese Expansionsbestrebungen als „Reunion“ (Wiedervereinigung) ein. Davon betroffen waren im Wesentlichen Gebiete vom Mittelrhein bis zum Niederrhein. Im Jahre 1688 nutzte der französische König aufgrund einer durch den Türkenkrieg geschwächten Landesverteidigung des Heiligen Römischen Reichs die Chance und ließ dort ein Heer von 20.000 Mann einrücken.
Dabei wurden in der Gegend von Ulm und Rothenburg zahlreiche Dörfer niedergebrannt. Die Franzosen verlangten von der Bevölkerung hohe Kontributionen. Am 10. November 1688 rückte der französische General Joseph de Montclar mit 6000 Soldaten auf das rechtsrheinische Gebiet vor.
Sein Auftrag war, alle Landschaften, die ihre Unterwerfung verweigerten, zu verwüsten und die Einwohner nach Frankreich zu verschleppen. Der Westen des Heiligen Römischen Reichs sollte als mögliches Aufmarschgebiet gegen Frankreich ausgeschaltet werden. Doch es kam zunehmend zum Widerstand.
Zur selben Zeit schlossen Brandenburg, Sachsen sowie Hessen-Kassel ein Bündnis mit dem Habsburger Kaiser Leopold I. und stellten ein Heer von 22.000 Mann auf. Da bis zum Eintreffen dieser Truppe mehrere Monate vergingen, befahl Ludwig XIV., die Strategie der verbrannten Erde. Sein Kriegsminister Louvois wurde mit der Durchführung beauftragt. Im März 1689 begann der Terror mit der Einäscherung von Mannheim und weiteren elf unterpfälzischen Städten. Auch der Niederrhein war von den Exterminationen besonders betroffen.

## Ausgangslage
Die kurkölnischen Festungen Bonn, Zons, Neuß, Linn, Kaiserswerth und Rheinberg waren von Parteigängern der Familie Fürstenberg besetzt worden. Ihnen kamen die französischen Truppen des Generals François d’Escoubleau zu Hilfe. Brandenburgische Truppen aus dem Herzogtum Kleve wurden hingegen in die Reichsstadt Köln selbst entsandt, um diese gegen die Franzosen zu verteidigen.  Die brandenburgischen Truppen unter dem Kommando von Feldmarschallleutnant Hans Adam von Schöning waren in Wesel, das schon ab 1681 unter dem Großen Kurfürsten zur preußischen Festung ausgebaut wurde, stationiert. Mitte Februar 1689 kamen brandenburgische Reitertruppen an den Niederrhein. Am 10. März vereinigten sie sich bei Alpen mit der brandenburgischen Infanterie unter Generalleutnant Hans Albrecht von Barfus und den holländischen Reitern des Generalleutnants Hans Willem van Aylva. Am nächsten Tag wurde der Marsch in Richtung Mörs fortgesetzt, um mit dem Landdrosten zu Mörs über den Nachschub an Proviant zu verhandeln. Gleichzeitig setzte sich ein großer Proviantzug der Franzosen unter Bedeckung von Infanterie und Artillerie von Linn nach Uerdingen in Bewegung. Als Feldmarschallleutnant Schöning das erfuhr, verfolgte er die Wagen nach Uerdingen und brachte einen großen Teil des mitgeführten Geldes und Korns in seinen Besitz, 80 Mann und einige Offiziere der Gegner kamen in Gefangenschaft, andere konnten zurück in das befestigte Linn fliehen. Am 12. März stellten sich die Truppen zur Schlacht bei Uerdingen.

## Verlauf der Schlacht
Die Schlacht bei Uerdingen dürfte im Wesentlichen zwischen den Ortschaften Lank, Haus Meer, Ossum und Strümp, heute Ortsteile von Meerbusch, stattgefunden haben.
Hans Adam von Schöning, der Kommandeur der vereinten Truppen des Brandenburger Kurfürsten und der Holländer, bezog mit einer Schwadron Reiter einen Hügel zwischen Lank-Latum und Stratum. An den beiden Flügeln lagen den Brandenburgern die Ortschaften Ossum und Strümp gegenüber, die von den Franzosen besetzt worden waren. Zwischen den beiden Dörfern bildeten die französischen Truppen eine Linie.
Am frühen Morgen waren die Franzosen mit 7000 bis 8000 Reitern aus Neuss ausgerückt, um das von Schöning besetzte Uerdingen wiederzugewinnen. Als Schöning dessen gewahr wurde, dass die französischen Truppen von Ossum aus weiter nach Uerdingen ausrücken wollten, setzte er eine Kompanie Reiter und eine Kompanie Dragoner in Marsch, um sie daran zu hindern. Auf preußischer Seite war das erste Bataillon Dönhoff des königlich preußischen 2. Infanterie-Regiments beteiligt. Das Regiment bestand aus 26.036 Mann und führte 79 Geschütze mit sich.
Die französischen Truppen befehligte General Sourdy. Um Ossum wurde besonders erbittert gekämpft, 300 französische Grenadiere fielen alleine dort. Die Franzosen wandten sich jedoch gegen den Rhein, um durch Strümp zu reiten. Strümp lag am rechten Flügel der brandenburgischen Truppen und die französische Kavallerie hätte von dort aus die Flanke der Brandenburger angreifen können.
Schöning formierte seine Truppen zum Angriff, Generalleutnant Barfus kommandierte den rechten Flügel, Generalleutnant Aylva den linken. Feldmarschall Schöning selbst blieb vorerst mit 3 Kanonen und 200 Mann Infanterie auf dem Hügel und ließ feuern. Bald konnte Generalleutnant Barfus das Dorf Ossum besetzen, das die Franzosen nach seinem Angriff rasch verließen. Nachdem das preußische Korps des General-Leutnants Hans Albrecht von Barfus Ossum eingenommen hatte, wurden die Franzosen über Strümp und Büderich bis in das besetzte Neuss zurückgedrängt. Sie verloren rund 1000 Mann. Ihre Stellung in Linn mussten sie aufgeben.
Darauf befahl Schöning dem Generalleutnant Aylva, das Dorf Strümp von der Rheinseite her anzugreifen. Er selbst wollte Strümp umgehen und von der anderen Seite angreifen. Um ca. 10 Uhr hatten die Reiter Kloster Meer passiert und waren in die Dörfer eingerückt. Im unübersichtlichen Gelände voller Gestrüpp, Hecken und Hohlwegen musste er jedoch mit der Kavallerie bald anhalten. Zudem kam Nebel auf. Nach Gefechten auf beiden Flügeln zogen sich die Franzosen bis zum Dorf Brühl auf den Wiesen vor Büderich zurück. Dieses Gelände war für die Schlacht besser geeignet und Feldmarschallleutnant Schöning ließ auf die Franzosen vorrücken. Im späteren Verlauf der Kämpfe belagerten die Preußen auch das von den Franzosen besetzte Kaiserswerth, das am 27. Juni 1689 kapitulieren musste.